# 카라추바 알고리즘
카라추바 알고리즘은 소련의 수학자 아나톨리 알렉세예비치 카라추바가 1960년에 발견하고 1962년에 공개한, 큰 수에 대한 효과적인 곱셈 알고리즘이다.

이 방법은 두 n자리 수의 곱셈을 최대 {\displaystyle 3n^{\log _{2}3}\approx 3n^{1.585}}(n이 2의 거듭제곱일 때는 정확하게 {\displaystyle n^{\log _{2}3}}와 일치한다)개의 한 자리 곱셈으로 줄인다. 그러므로 이 방법은 n2개의 한 자리 곱셈을 해야하는 고전적인 곱셈 방법보다 빠르다. 만약 n = 210 = 1024 라면, 고전적인 방법에서는 (210)2 = 1,048,576 회의 한 자리 곱셈이 필요하지만, 이 방법으로는 310 = 59,049 회의 한 자리 곱셈만이 필요하다.
톰-쿡 곱셈법은 카라추바 알고리즘의 일반적인 형태이다. 충분히 큰 n에 대해 카라추바 알고리즘의 복잡도는 쇤하게-슈트라센 알고리즘보다 크다.
카라추바 알고리즘은 분할 정복 알고리즘의 좋은 예이다.

## 역사
기본적으로 두 n자리 수의 곱셈은 n2에 비례하는 (점근 표기법으로는 {\displaystyle \Theta (n^{2})})횟수의 기초 연산이 필요하다. 1952년 안드레이 콜모고로프는 고전적인 알고리즘이 {\displaystyle \Omega (n^{2})}의 연산 횟수로 점근적으로 최적화 될 수 있을 것이라고 추측했다.
1960년 가을, 콜모고로프는 모스크바 대학교에서 사이버네틱스에 관한 수학 문제들에 대한 세미나를 열었다. 그곳에서 {\displaystyle \Omega (n^{2})} 추측과 다른 계산 복잡도 이론에 대한 문제들을 언급했다. 그 후 1주 만에 23살 학생 카라추바가 두 n자리수의 곱셈을 {\displaystyle \Theta (n^{\log _{2}3})}회의 기초 연산을 통해 행할 수 있는 분할 정복 알고리즘을 발견함으로써, 그 추측을 반증하였다. 콜모고로프는 그 발견에 매우 당황했다. 그는 마지막이 될 다음 세미나에서 이것을 알렸다.
이 방법은 1962년 소비에트 연방 과학 학회(Доклады Академии наук СССР)에 발표되었다. 그 논문은 콜모고로프가 유리 오프만과 협력하여 썼지만, 카라추바와 오프만이 저자로 올라갔다. 카라추바는 발표자로부터 사본을 받고 그 사실을 알게 되었다.

## 알고리즘

### 기본 단계
카라추바 알고리즘의 기본 단계는 큰 두 수 x와 y의 곱을 자릿수가 x, y의 절반인 수들의 곱 3번과 덧셈과 시프트 연산을 이용해 계산하는 것이다.
x와 y를 B진법의 n자리수라고 하자. n보다 작은 양수 m에 대해 다음과 같이 x, y를 쪼갤 수 있다.
x = x1Bm + x0
y = y1Bm + y0
(단, x0과 y0는 Bm보다 작다.)
z2 = x1y1
z1 = x1y0 + x0y1
z0 = x0y0
라고 할 때, x와 y의 곱은
xy = (x1Bm + x0)(y1Bm + y0)
= z2 B2m + z1 Bm + z0
이 식은 4번의 곱셈을 해야한다. 카라추바는 덧셈을 몇 번 함으로써, xy를 3번의 곱셈을 통해 구할 수 있다는 걸 알았다.
z2 = x1y1 라 하자.
z0 = x0y0 라 하자.
z1 = (x1y1 + x1y0 + x0y1 + x0y0) - x1y1 - x0y0 = x1y0 + x0y1
이므로
z1 = (x1 + x0)(y1 + y0) − z2 − z0 라 할 수 있다.

### 예
B = 10 이라하고, m = 2 라 하자. 1234와 5678의 곱을 구하고 싶으면,
12 34 = 12 × 102 + 34
56 78 = 56 × 102 + 78
z2 = 12 × 56 = 672
z0 = 34 × 78 = 2652
z1 = (12 + 34)(56 + 78) − z2 − z0 = 46 × 134 − 672 − 2652 = 2840
결과 = z2 × 102×2 + z1 × 102 + z0 = 672 × 10000 + 2840 × 100 + 2652 = 7006652

### 재귀적 활용
만약 n이 4 이상이면, 카라추바 알고리즘 기본 단계를 통해 n보다 작은 자리의 수에 대한 곱셈 3번을 하게 된다. 그러므로 재귀 호출을 통해 그 곱을 계산할 수 있다. 재귀 호출은 곱하는 수가 단번에 계산될 정도로 작아질 때까지 적용할 수 있다.
예를 들어 32비트끼리 곱하는 곱셈기에서 B = 231 = 2,147,483,648 or B = 109 = 1,000,000,000를 선택하고 각 자리를 독립된 32비트 단위로 저장할 수 있다. 그러면 x1 + x0와 y1 + y0에 여분의 자리올림 비트가 필요없고, 카라추바 재귀는 숫자가 한 자리가 될 때까지 반복가능하다.

## 효율성 분석
카라추바 알고리즘 기본단계는 모든 B와 m에 대해 작동하지만, m이 n/2일 때 가장 효율적이다. 특히 양의 정수 k에 대해 n이 2k이고, 재귀가 n이 1일 때 끝난다면, 한 자리 곱셈의 횟수는 3k이 된다(nc에서 c = log23가 되므로).
카라추바 알고리즘 기본단계의 덧셈, 뺄셈, 시프트 연산(B의 거듭제곱으로 곱하는 것)은 n에 비례하는 시간이 걸리므로, 그 비용의 비중은 n이 증가함에 따라 무시할 정도로 줄어든다. 더 정확하게 t(n)이 두 n자리수의 곱셈에 필요한 기초연산의 총 횟수라고 할 때 다음과 같다.
t(n) = 3 t({\displaystyle \lceil }n/2{\displaystyle \rceil }) + cn + d
(c와 d는 적당한 상수)
이런 재귀적 관계를 마스터 정리를 통해 풀면, 점근 표기법으로 t(n) = {\displaystyle \Theta }(nlog(3)/log(2))이라는 것을 알 수 있다.
충분히 큰 n에 대해, 카라추바 알고리즘은 고전적인 곱셈법보다 적은 횟수의 시프트 연산과 한 자리 곱셈을 행한다. 하지만 작은 n에 대하여는 추가적인 덧셈과 시프트 연산 때문에 고전적인 곱셈법보다 속도가 느려진다. 그 경계는 컴퓨터의 플랫폼에 따라 달라진다. 대략적으로 곱하는 수가 2320 ≈ 2×1096 이상일 때 카라추바 알고리즘이 더 빠르다.